# King’s Hall (Cambridge)
King’s Hall, gegründet 1317, war das zweite College nach Peterhouse und vor Michaelhouse, aus denen die University of Cambridge hervorging. Es wurde am 7. Juli 1317 von König Eduard II. auf Rat von Erzbischof und Lordkanzler John Hotham gestiftet, um Kanzleischreiber für Edwards Regierung auszubilden. Eduard III. gab dem College 1337 Briefpatente.
Heinrich VIII. vereinte das College mit Michaelhouse, als der König Abteien und Klöster der römisch-katholischen Kirche enteignete und ihre Ländereien konfiszierte. Zusammen mit sieben Gasthöfen von Physwick entstand daraus 1547 das Trinity College von Cambridge, das bis heute eines der größten und reichsten englischen Colleges geblieben ist. Man nimmt an, dass Heinrich ein großes College mit neuer Architektur als Konkurrenz zur Christ Church im benachbarten Oxford schaffen wollte. Er starb jedoch wenige Wochen nach der Vereinigung.
King’s Hall war im nördlichen Teil des späteren Großen Hofes des Trinity Kollegs gelegen. Der Grundriss des Großen Hofes stammt im Wesentlichen von Thomas Nevile. Dort befindet sich nahe der Kapelle noch ein Gebäude aus jener Zeit mit einigen der begehrtesten Studentenappartements. Diese erhalten meist nur höhere Semester mit besonderen akademischen Verdiensten. Der Uhrenturm der King’s Hall wurde verlegt und befindet sich nun nahe dem großen Eingangstor von Trinity, das noch den Namen der King’s Hall trägt.